# Coupe d'Europe des clubs champions de hockey sur glace 2005
Navigation
Coupe d'Europe des clubs champions 2006
Cinq ans après l'arrêt de la Ligue européenne de hockey (EHL), l'IIHF met en place une nouvelle compétition, la Coupe d'Europe des clubs champions de hockey sur glace. La première édition a lieu au Palais de glace de Saint-Pétersbourg, du 13 au 16 janvier 2005.

## Équipes
Les équipes invitées sont les vainqueurs des championnats des six meilleures nations européennes au classement IIHF 2004 :
| HV 71           | Suède              | (2) |
| Dukla Trencin   | Slovaquie          | (3) |
| HC Hame Zlin    | République tchèque | (4) |
| Kärpät Oulu     | Finlande           | (5) |
| Avangard Omsk   | Russie             | (7) |
| Frankfurt Lions | Allemagne          | (8) |

## Phase de groupe
Chaque groupe compte 3 équipes dont les premiers se rencontrent en finale.

### Groupe A

#### Matchs
| 13 janvier 2005 | HC Zlin | 4-3 (2-2, 0-1, 2-0) | Frankfurt Lions | Palais de glace Saint-Pétersbourg, Saint-Pétersbourg 2 100 spectateurs |

| Feuille de match | Feuille de match                                                                | Feuille de match            | Feuille de match                                                 | Feuille de match |
| ---------------- | ------------------------------------------------------------------------------- | --------------------------- | ---------------------------------------------------------------- | ---------------- |
|                  | M. Okál 1 min 5 s M. Okál 18 min 8 s M. Erat 53 min 58 s J. Kristek 57 min 22 s | 1-0 1-1 1-2 2-2 2-3 3-3 4-3 | P. Ratchuk 4 min 7 s P. Lebeau 16 min 57 s C. Bassen 36 min 25 s |                  |
|                  |                                                                                 |                             |                                                                  |                  |
|                  |                                                                                 |                             |                                                                  |                  |
|                  |                                                                                 |                             |                                                                  |                  |

| 14 janvier 2005 | Karpat Oulu | 4-1 (1-0, 2-1, 1-0) | HC Zlin | Palais de glace Saint-Pétersbourg, Saint-Pétersbourg 1 800 spectateurs |

| Feuille de match | Feuille de match                                                                                  | Feuille de match    | Feuille de match        | Feuille de match |
| ---------------- | ------------------------------------------------------------------------------------------------- | ------------------- | ----------------------- | ---------------- |
|                  | J. Jokinen 2 min 26 s J.-P. Haataja 35 min 40 s P. Tenkrát 39 min 55 s J. Boumedienne 48 min 53 s | 1-0 1-1 2-1 3-1 4-1 | J. Balaštík 24 min 32 s |                  |
|                  |                                                                                                   |                     |                         |                  |
|                  |                                                                                                   |                     |                         |                  |
|                  |                                                                                                   |                     |                         |                  |

| 15 janvier 2005 | Frankfurt Lions | 3-6 (1-3, 0-2, 2-1) | Karpat Oulu | Palais de glace Saint-Pétersbourg, Saint-Pétersbourg 2 200 spectateurs |

| Feuille de match | Feuille de match                                                 | Feuille de match                    | Feuille de match | Feuille de match |
| ---------------- | ---------------------------------------------------------------- | ----------------------------------- | --- | ---------------- |
|                  | P. Lebeau 10 min 23 s J. Young 43 min 30 s J. Murphy 48 min 50 s | 0-1 0-2 1-2 1-3 1-4 1-5 2-5 3-5 3-6 | J.-P. Haataja 5 min 18 s J. Viuhkola 7 min 16 s J. Viuhkola 12 min 17 s L. Kukkonen 26 min 33 s E. Somervuori 37 min 11 s J. Jokinen 59 min 21 s |                  |
|                  |                                                                  |                                     | |                  |
|                  |                                                                  |                                     | |                  |
|                  |                                                                  |                                     | |                  |

#### Classement
| Clt   | Équipe          | PJ | V | VP | D | DP | BP | BC | Diff | Pts |
| ----- | --------------- | -- | - | -- | - | -- | -- | -- | ---- | --- |
| +001, | Karpat Oulu     | 2  | 2 | 0  | 0 | 0  | 10 | 4  | +6   | 4   |
| +002, | HC Zlin         | 2  | 1 | 0  | 1 | 0  | 5  | 7  | -2   | 2   |
| +003, | Frankfurt Lions | 2  | 0 | 0  | 2 | 0  | 6  | 10 | -4   | 0   |

- Qualifié pour la finale

### Groupe B

#### Matchs
| 13 janvier 2005 | Dukla Trencin | 1-6 (1-3, 0-1, 0-2) | Avangard Omsk | Palais de glace Saint-Pétersbourg, Saint-Pétersbourg 3 200 spectateurs |

| Feuille de match            | Feuille de match             | Feuille de match            | Feuille de match | Feuille de match                               |
| --------------------------- | ---------------------------- | --------------------------- | --- | ---------------------------------------------- |
|                             | Zlocha (Nemec) - 11 min 21 s | 0-1 0-2 1-2 1-3 1-4 1-5 1-6 | 1 min 45 s - Kovalenko (Gouskov) (sup. num) 9 min 44 s - Souchinski (Prokopiev) 16 min 46 s - Tverdovski (Maracle) (sup. num.) 29 min 44 s - Bednar (Kovalenko) (sup. num.) 42 min 38 s - Jagr (Prokopiev) 45 min 8 s - Kalioujny (Prokopiev, Zatonski) | Arbitrage : Henriksson ( Kiselev et Gordenko ) |
| Miroslav Hala Robert Kompas | Gardiens                     | Norm Maracle                | | Arbitrage : Henriksson ( Kiselev et Gordenko ) |
| 28 min                      | Pénalités                    | 8 min                       | | Arbitrage : Henriksson ( Kiselev et Gordenko ) |
|                             |                              |                             | | Arbitrage : Henriksson ( Kiselev et Gordenko ) |

| 14 janvier 2005 | HV71 | 4-1 (3-0, 0-0, 1-1) | Dukla Trencin | Palais de glace Saint-Pétersbourg, Saint-Pétersbourg 1 300 spectateurs |

| Feuille de match | Feuille de match                                                                           | Feuille de match    | Feuille de match     | Feuille de match |
| ---------------- | ------------------------------------------------------------------------------------------ | ------------------- | -------------------- | ---------------- |
|                  | P. Ekelund 1 min 12 s P.-Å. Skrøder 1 min 58 s S. Skoog 6 min 53 s A. Eriksson 55 min 38 s | 1-0 2-0 3-0 4-0 4-1 | P. Fabuš 57 min 32 s |                  |
|                  |                                                                                            |                     |                      |                  |
|                  |                                                                                            |                     |                      |                  |
|                  |                                                                                            |                     |                      |                  |

| 15 janvier 2005 | Avangard Omsk | 9-0 (4-0, 2-0, 3-0) | HV71 | Palais de glace Saint-Pétersbourg, Saint-Pétersbourg 7 500 spectateurs |

| Feuille de match | Feuille de match | Feuille de match                    | Feuille de match | Feuille de match |
| ---------------- | --- | ----------------------------------- | ---------------- | ---------------- |
|                  | A. Kovalenko 8 min 8 s A. Gouskov 11 min 8 s M. Souchinski 12 min 28 s A. Perejoguine 18 min 2 s M. Souchinski 29 min 41 s A. Kourianov 31 min 27 s A. Perezhogin 53 min 25 s M. Souchinski 55 min 43 s O. Tverdovski 56 min 52 s | 1-0 2-0 3-0 4-0 5-0 6-0 7-0 8-0 9-0 |                  |                  |
|                  | |                                     |                  |                  |
|                  | |                                     |                  |                  |
|                  | |                                     |                  |                  |

#### Classement
| Clt   | Équipe        | PJ | V | VP | D | DP | BP | BC | Diff | Pts |
| ----- | ------------- | -- | - | -- | - | -- | -- | -- | ---- | --- |
| +001, | Avangard Omsk | 2  | 2 | 0  | 0 | 0  | 15 | 1  | +14  | 4   |
| +002, | HV71          | 2  | 1 | 0  | 1 | 0  | 4  | 10 | -6   | 2   |
| +003, | Dukla Trencin | 2  | 0 | 0  | 2 | 0  | 2  | 10 | -8   | 0   |

- Qualifié pour la finale

## Finale
| 16 janvier 2005 | Avangard Omsk | 2-1 (pr) (0-1, 0-0, 1-0, 1-0) | Karpat Oulu | Palais de glace Saint-Pétersbourg 10 000 spectateurs |

| Feuille de match | Feuille de match | Feuille de match | Feuille de match                            | Feuille de match                                                  |
| ---------------- | --- | ---------------- | ------------------------------------------- | ----------------------------------------------------------------- |
|                  | Aliakseï Kalioujny (Jaromír Jágr, Oleg Tverdovski) - 51 min 0 s Jaromír Jágr (Maksim Souchinski, Nikita Nikitin) - 74 min 38 s | 0-1 1-1 2-1      | 12 min 16 s - Ilkka Mikkola (Jari Viuhkola) | Arbitrage : Christer Larker (Pavel Makarov, Konstantine Olienine) |
| Norm Maracle     | Gardiens | Niklas Bäckström |                                             | Arbitrage : Christer Larker (Pavel Makarov, Konstantine Olienine) |
| 12 min           | Pénalités | 28 min           |                                             | Arbitrage : Christer Larker (Pavel Makarov, Konstantine Olienine) |
|                  | |                  |                                             | Arbitrage : Christer Larker (Pavel Makarov, Konstantine Olienine) |

## Bilan
L'Avangard Omsk remporte la compétition et son premier titre européen.

### Composition de l'équipe championne
- Gardiens : Maksim Sokolov, Norm Maracle
- Défenseurs : Sergueï Goussev, Nikita Nikitine, Aleksandr Gouskov, Dmitri Riabykine, Iouri Panov, Alekseï Bondarev, Oleg Tverdovski, Nikita Nikitine
- Attaquants : Dmitri Zatonski, Aleksandr Perejoguine, Anton Kourianov, Aleksandr Popov, Jaroslav Bednar, Ievgueni Tchatseï, Aleksandr Prokopiev, Maxim Souchinski, Dmitri Soubbotine, Andreï Nazarov, Andreï Kovalenko, Jaromír Jágr, Aliakseï Kalioujny.
- Entraîneur : Valeri Belooussov, Assistants : Ievgueni Chastine, Sergueï Grigorkine